# Boulevard Voltaire (Issy-les-Moulineaux)
Pour les articles homonymes, voir Boulevard Voltaire (homonymie) et Voltaire (homonymie).
Le boulevard Voltaire est un axe important  d'Issy-les-Moulineaux,,. Il suit le tracé de la route départementale 50, qui est l'axe historique Clamart/Vanves/Boulogne.

## Situation et accès
Le boulevard Voltaire est desservi par la station de métro Corentin-Celton, sur la ligne 12 du métro de Paris.

## Origine du nom
Ce boulevard porte le nom de l'écrivain français François-Marie Arouet, dit Voltaire (1694-1778). Ce nom lui a été attribué par une délibération du conseil municipal du 21 avril 1894. 
Par délibération du conseil municipal du 8 octobre 1979, le même nom a été donné à la rue Voltaire qui marque la limite sud-est du boulevard.

## Historique

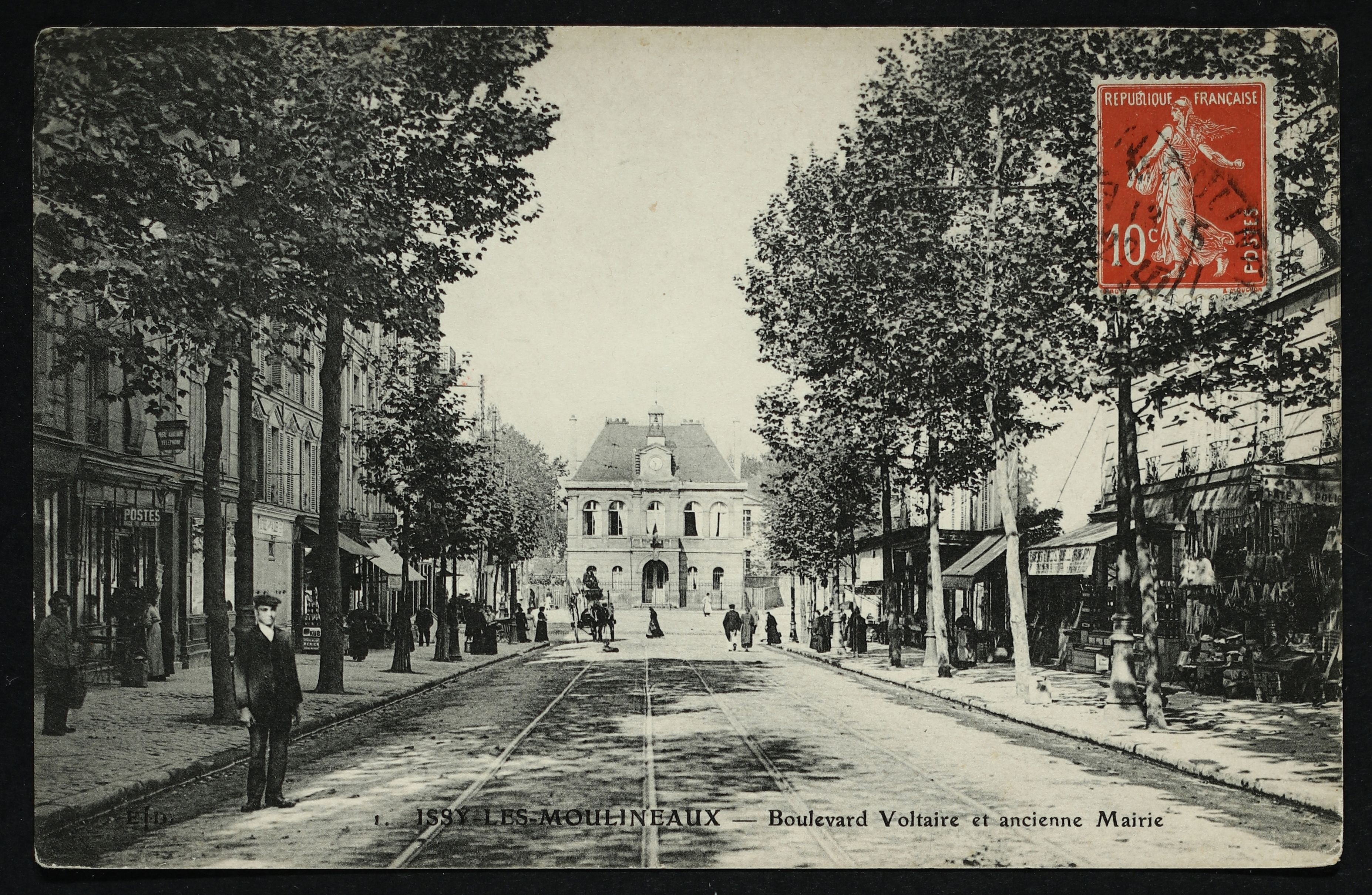
Carte postale - Issy-les-Moulineaux - Boulevard Voltaire et ancienne mairie.

Le boulevard Voltaire a été percé en 1867, tout d'abord sous le nom de boulevard du Lycée, en référence au lycée du Prince-Impérial voisin, devenu Lycée Michelet. Ces travaux faisaient partie d'un plan d'ensemble visant à desservir le fort d'Issy et la gare de Clamart.
Il donnait accès à l'ancienne mairie sur la place Voltaire, renommée place Paul-Vaillant-Couturier dans les années 1930.
Au tout début du XXe siècle, il s'y trouvait encore un bureau d'octroi, partagé avec Vanves ,.

## Bâtiments remarquables et lieux de mémoire

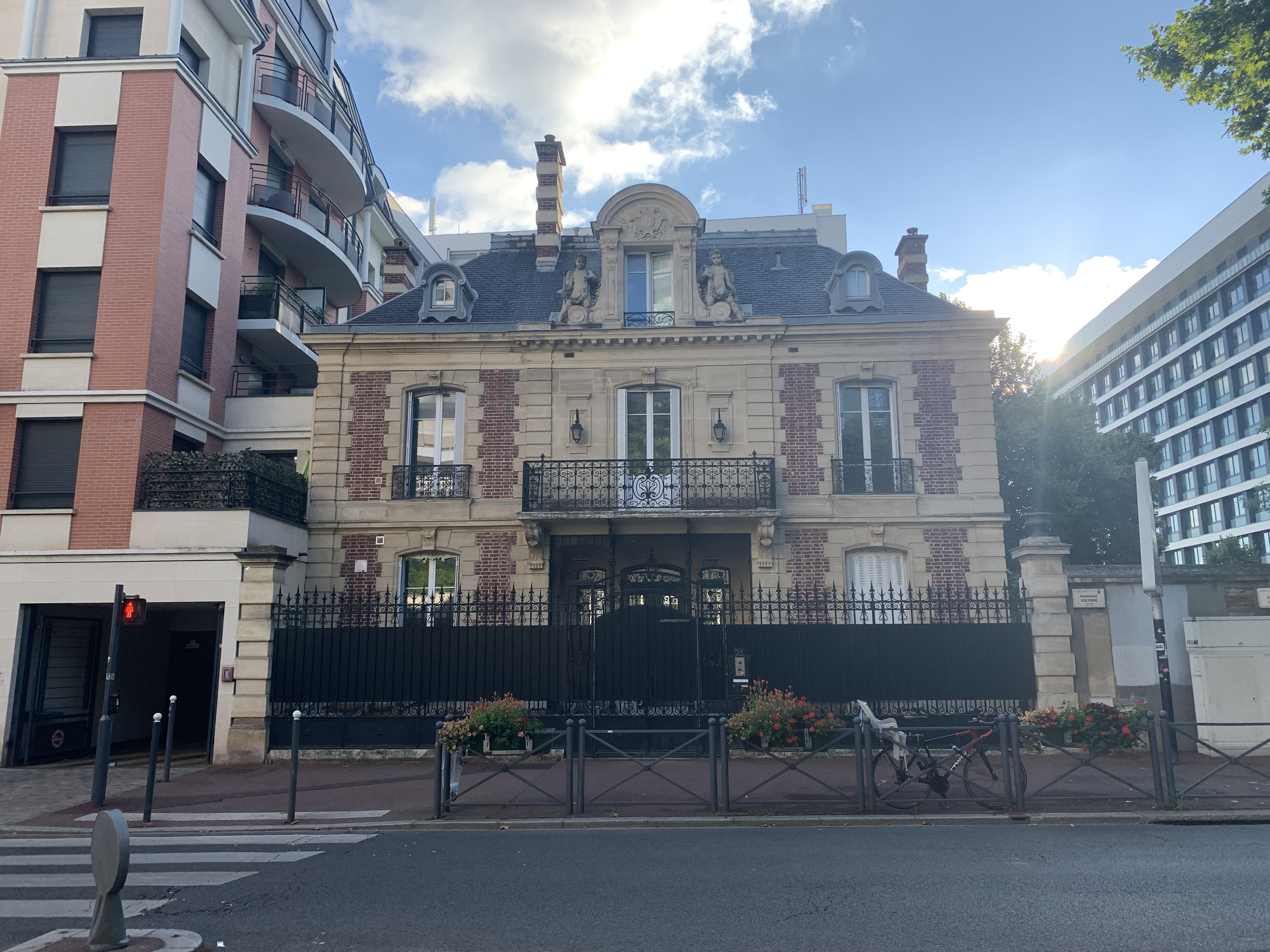
Maison au 21 boulevard Voltaire.

- Hôpital Corentin-Celton, créé au début du XXe siècle sur le site de l'hôspice des Petits-ménages.
- Au no 21, une maison datant de la fin du XIXe siècle, inscrite au patrimoine architectural sous la référence IA00108514[8].
- Lycée Michelet, remontant au XVIIIe siècle.